# Титенко, Борис Михайлович
Бори́с Миха́йлович Тите́нко (род. 6 марта 1954, Киров) — депутат Государственной Думы РФ первого и третьего созывов (1993—1995, 1999—2003).

## Биография
Родился 6 марта 1954 года в Кирове, украинец.
В 1977 году окончил Ростовский медицинский институт. Кандидат медицинских наук.
С 1977 по 1978 год работал во ВНИИ прикладной микробиологии.
С 1978 по 1991 год — аспирант, младший научный сотрудник, заведующий лабораторией Ростовского государственного научно-исследовательского противочумного института.
В 1988 году стал членом Донского народного фронта. В 1990 году был одним из организаторов движения «Демократическая платформа в КПСС». В июле 1990 года вышел из КПСС.
С 1990 по 1994 год — член Республиканской партии РФ. До июня 1994 года — председатель Ростовской региональной организации РПРФ, член политсовета РПРФ. Был членом Совета представителей партии.
Возглавлял Ростовское региональное отделение движения «Демократическая Россия» (ДР).
В 1993 году — один из основателей движения «Выбор России» (ВР). Прошёл курс политологии в Институте Крибла (США)
В декабре 1993 года избран депутатом Государственной думы Федерального Собрания Российской Федерации первого созыва по федеральному списку блока «Выбор России» и вошёл в одноимённую «фракцию». Был членом Комитета Госдумы по делам Федерации и региональной политике (подкомитет по региональной политике на Юге России).
В марте 1994 года член инициативной группы по созданию партии Демократический выбор России (ДВР). С июня 1994 года — член политсовета ДВР, председатель комиссии по политическим инициативам и подготовке заявлений, председатель Ростовского регионального отделения партии.
В 1995 году баллотировался в Государственную Думу II созыва по общефедеральному списку избирательного блока «Демократический выбор России — объединённые демократы» (ДВР-ОД), набравшего на выборах 3,86 % и не прошедшего в Госдуму.
С 1996 по 1999 год — советник председателя Госкомитета РФ по промышленной политике, консультант Территориального управления администрации президента РФ. В 1999 году окончил Академию госслужбы при Президенте РФ по специальности «Государственное управление и национальная безопасность».
Научный руководитель Донского регионального центра политических технологий. С 1999 года — лидер межрегионального объединения «Союз правых сил» (СПС) на Юге России.
В сентябре 1999 года включен в общефедеральный список избирательного блока «Союз правых сил» для участия в выборах в Государственную Думу III созыва, был избран депутатом, вошёл во фракцию СПС.
С января по июнь 2000 года — член Комитета Государственной Думы по энергетике, транспорту и связи. С июня 2000 года — член Комитета по бюджету и налогам. В апреле 2001 года избран заместителем председателя Совета межфракционной депутатской группы Государственной Думы «Юг России».
В июле 2001 года избран председателем политсовета Ростовского регионального отделения СПС.
В мае 2003 года вышел из СПС (его примеру последовало большинство членов Ростовской региональной организации). В сделанном в связи с этим заявлении мотивировал своё решение тем, что в партии и фракции «появились экстравагантные персонажи, создающие атмосферу интриг и прочих закулисных действий». «Серьёзной ошибкой является формирование команды по принципу личной преданности лидеру. Содержательную политическую работу во многих регионах заменили интриги и разборки, поощряемые или напрямую инспирируемые из федерального центра… Как следствие этого размывается идеологическая база партии», — подчеркнул Титенко. Также он добавил, что «увлечение многих видных эспээсовцев атрибутикой, более свойственной членам клубов миллионеров, привело к отторжению от партии значительной части российской интеллигенции, и в результате мы стали партией, направляющей свою деятельность не на либерально ориентированного избирателя, а на представителей новорусской либеральной элиты». По мнению Титенко, руководство партии было виновно «в насаждении интриг, проведении волюнтаристских решений и политическом каннибализме».
В сентябре 2003 года был включен в федеральный список избирательного блока «Новый курс — Автомобильная Россия» (созданного на основе движения «Либеральная Россия») на выборах кандидатов в депутаты Государственной Думы четвёртого созыва. Блок набрал на выборах 0,83 % и не прошёл в Госдуму.
После выборов ушёл из политики, поскольку, по его словам, «невозможно заниматься тем, чего не существует», отказался также от предложений работы, в том числе на госслужбе. Поселился в деревне в Тверской области, где завёл пасеку по новой, "павильонной" технологии. В 2014 году его продукция заняла призовое место на конкурсе «Лучший мед России».
С активизацией протестного движения 2011-2013 годов включился в него как участник протестных митингов. Активно выступает против войны на Донбассе. Участник антивоенного марша 2014 года.
Ведет свои блоги в ЖЖ и ФБ, участвует в работе историографического сообщества «Политика на сломе эпох».
Жена — Алла Леонидовна Амелина.